# ویلیام اسلاونس مک‌نات
ویلیام اسلاونس مک‌نات (انگلیسی: William Slavens McNutt؛ ۱۲ سپتامبر ۱۸۸۵ – ۲۵ ژانویهٔ ۱۹۳۸) یک فیلم‌نامه‌نویس اهل ایالات متحده آمریکا بود.

## فیلم‌شناسی
- کودک عاقل (۱۹۲۲)
- تام سایر (۱۹۳۰)
- Dangerous Paradise (۱۹۳۰)
- هاکلبری فین (۱۹۳۱)
- بانو و آقا (۱۹۳۲)
- زندگی بنگال لانسر (۱۹۳۵)